# Supercoiled DNA

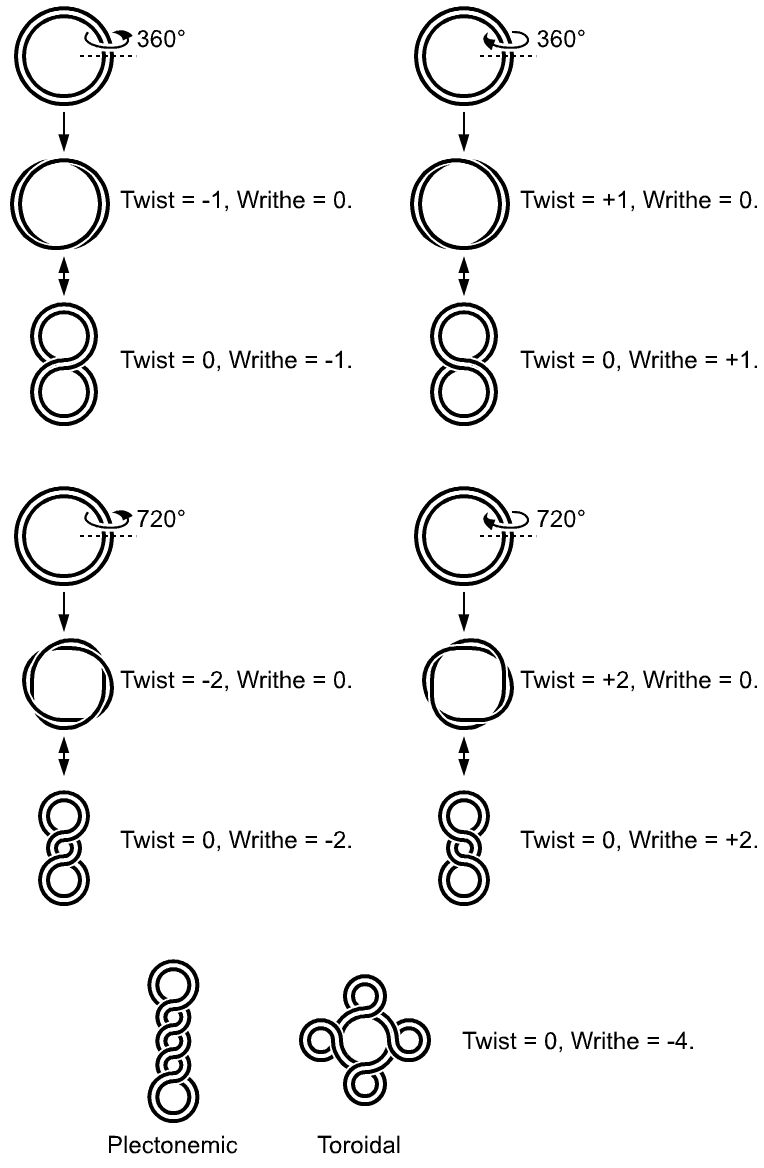
Supercoiling eines ringförmigen DNA-Moleküls

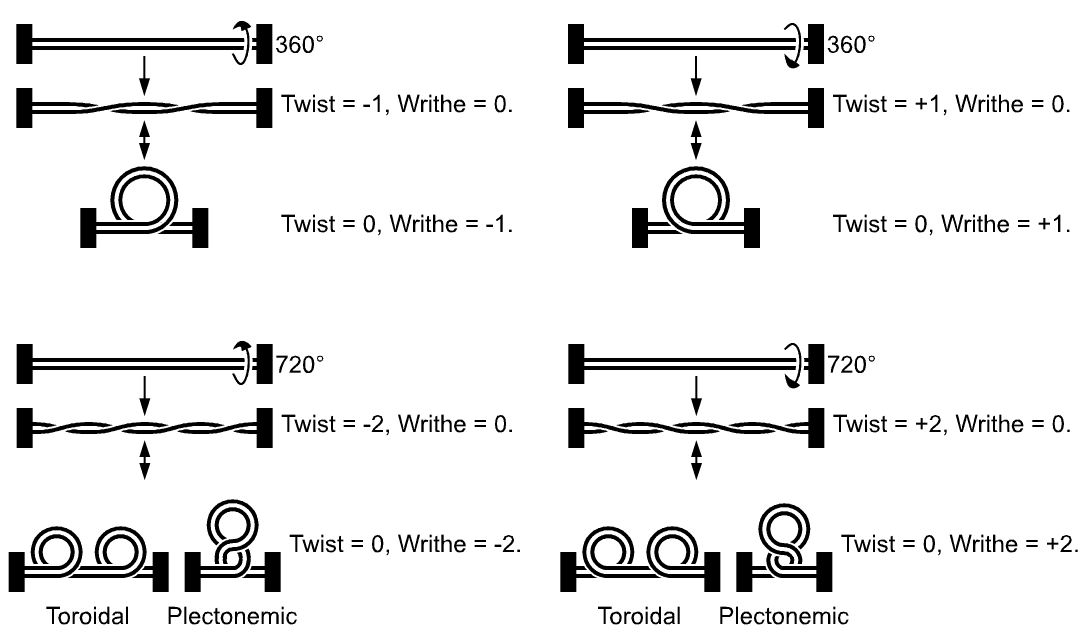
Supercoiled-Struktur eines linearen DNA-Moleküls

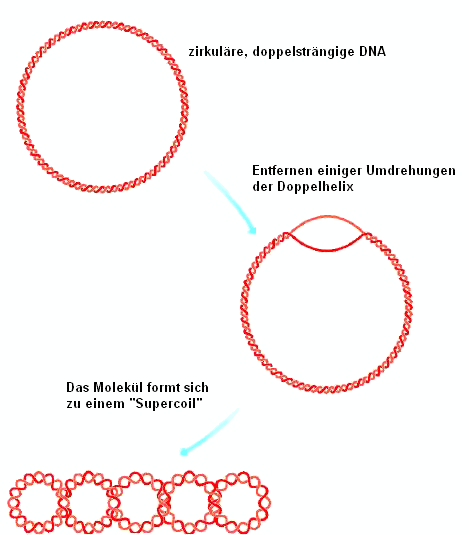
Supercoil ringförmiger DNA

Supercoiled DNA ist ein Synonym für geschlossene, ringförmige (cccDNA), aber auch lineare DNA-Moleküle, welche extrem gepackt als spiralisierte Helices im Kernäquivalent (bei Prokaryoten)
bzw. im Zellkern (bei Eukaryoten) vorliegen.
Geometrisch sitzt noch eine Dimension Spiralisation auf der Spirale auf, die auch praktisch nachzuweisen ist. Natürlich vorkommende ringförmige DNA-Moleküle liegen in superhelikaler Form vor. Superhelikalität entsteht durch die Einführung von helikalen Windungen. Die Verdrillung der DNA wird durch Ausbildung einer Supercoil-Struktur ausgeglichen. Da die Gesamtlänge der DNA einer Zelle oft ein Tausendfaches des Durchmessers der Zelle beträgt, ist das Supercoiling essentiell für die Funktionsfähigkeit einiger Lebewesen.
Eine rechtsgängige Verdrillung wird dabei als negatives Supercoiling (auch negativer Supertwist), eine linksgängige Überspiralisierung als positives Supercoiling (auch positiver Supertwist) bezeichnet.

## Struktur
Supercoiled DNA kommt in jeder lebenden Zelle vor. Sie sorgt dafür, dass stets eine Mindestmenge von Basenpaaren geöffnet ist, um so den Polymerasen zu ermöglichen, den Vorlage-Strang zum neuen Doppelstrang zu ergänzen. Dieses gilt für die Replikation und für die Transkription. Es kommt zu einem Gleichgewicht zwischen zwei so genannten Topoisomerasen.
Die Topoisomerase II schneidet zwei Stränge und verklebt sie. Dieser Vorgang benötigt Energie und ist daher ATP-abhängig.
Die Topoisomerase I benötigt keine Energie und entfernt das „Supercoil“, indem sie nur einen Strang schneidet, sich um den geschlossenen Strang dreht und die Lücke wieder verschließt.

So kann die DNA- und RNA-Synthese nur ablaufen, wenn ausreichend ATP vorhanden ist. Unter Hunger-Bedingungen findet keine Synthese statt.
Die Gyrasehemmer, welche die prokaryotischen Topoisomerase II (Gyrase) und teilweise IV hemmen, gehören für Prokaryoten zu den stärksten bekannten Giften; Beispiele sind die Nalidixinsäure oder Fluorchinolone.